# Naegen neomu sarangseureo-un geunyeo
Naegen neomu sarangseureo-un geunyeo (hangeul: 내겐 너무 사랑스러운 그녀, lett. Lei è troppo carina per me; titolo internazionale My Lovely Girl, conosciuta anche come Too Lovely Girl For Me e She's So Lovable) è una serie televisiva sudcoreana trasmessa su SBS dal 17 settembre al 6 novembre 2014.

## Trama
Lee Hyun-wook è l'amministratore delegato della ANA Entertainment, un'agenzia di talenti: brillante compositore e produttore, freddo e indifferente all'esterno, ma sensibile e di buon cuore, non riesce a superare la morte della sua ex-fidanzata, perita tre anni prima in un incidente stradale di cui è l'unico sopravvissuto. Un giorno, la sorella della defunta, Yoon Se-na, si trasferisce a Seul per intraprendere una carriera di compositrice e incontra Hyun-wook, che decide di aiutarla: i due si innamorano e, mentre superano insieme il dolore attraverso la musica, Hyun-wook si ritrova a dover affrontare nuove sfide lavorative derivanti dalla sua promozione a presidente della società.

## Personaggi
- Lee Hyun-wook, interpretato da Rain.
- Yoon Se-na, interpretata da Krystal.
- Shin Hae-yoon, interpretata da Cha Ye-ryun.
- Shi-woo, interpretato da L.
- Lee Jong-ho, interpretato da Lee Cho-hee.
- Oh Hee-seon, interpretata da Kim Hye-eun.
- Lee Min-ah, interpretata da Dani.
- Joo-hong, interpretata da Lee Cho-hee.
- Cha Gong-chul, interpretato da Park Doo-sik.
- Yoon So-eun, interpretata da Lee Si-a e Yi Su-min (da giovane).
- Bae Sung-jin, interpretato da Alex Chu.
- Seo Jae-young, interpretato da Kim Jin-woo.
- Yoo Sang-bong, interpretato da Kim Ki-bang.
- An Da-jung, interpretata da Lee Soo-ji.
- Kang Tae-min, interpretato da Jo Hee-bong.
- Yoo Ra-eum, interpretata da Haeryung.
- Kang Rae-hoon, interpretato da Hoya.
- San-ah, interpretato da Lee Dae-yeol.
- Jun-jun, interpretato da Choi Sung-yoon.

## Ascolti
| Episodio | Data di trasmissione | Dati TNSM           | Dati TNSM                  | Dati AGB            | Dati AGB                   |
| Episodio | Data di trasmissione | A livello nazionale | Area metropolitana di Seul | A livello nazionale | Area metropolitana di Seul |
| -------- | -------------------- | ------------------- | -------------------------- | ------------------- | -------------------------- |
| 1        | 17 settembre 2014    | 8,2%                | 9,9%                       | 8,2%                | 9,2%                       |
| 2        | 18 settembre 2014    | 8,1%                | 10,9%                      | 7,5%                | 8,3%                       |
| 3        | 24 settembre 2014    | 7,0%                | 9,1%                       | 7,8%                | 8,7%                       |
| 4        | 25 settembre 2014    | 7,2%                | 8,6%                       | 7,3%                | 8,4%                       |
| 5        | 1 ottobre 2014       | 6,2%                | 7,0%                       | 6,9%                | 7,8%                       |
| 6        | 2 ottobre 2014       | 4,7%                | 5,8%                       | 4,7%                | 5,4%                       |
| 7        | 8 ottobre 2014       | 6,5%                | 7,4%                       | 6,4%                | 7,3%                       |
| 8        | 9 ottobre 2014       | 8,1%                | 9,5%                       | 6,6%                | 7,4%                       |
| 9        | 15 ottobre 2014      | 6,4%                | 7,4%                       | 5,7%                | 6,3%                       |
| 10       | 16 ottobre 2014      | 7,1%                | 8,5%                       | 6,9%                | 7,1%                       |
| 11       | 23 ottobre 2014      | 6,0%                | 6,5%                       | 6,9%                | 7,9%                       |
| 12       | 29 ottobre 2014      | 5,1%                | 6,1%                       | 5,7%                | 6,6%                       |
| 13       | 30 ottobre 2014      | 5,4%                | 5,5%                       | 5,6%                | 6,0%                       |
| 14       | 5 novembre 2014      | 5,7%                | 6,1%                       | 5,0%                | 5,7%                       |
| 15       | 5 novembre 2014      | 4,9%                | 5,1%                       | 3,9%                | 4,7%                       |
| 16       | 6 novembre 2014      | 5,6%                | 6,6%                       | 5,5%                | 5,7%                       |
| Media    | Media                | 6,4%                | 7,5%                       | 6,3%                | 7,0%                       |

## Colonna sonora
- This Song (이 노래) – Loco feat. Mamamoo
- Crazy Boy (개또라이) – Park Mi-young
- All Of A Sudden (울컥) – Krystal
- Will You Love Me (사랑해줄래) – Alex Chu
- Pray (Female version) – Jooyi (Rania)
- Pray (Male version) – In4mal
- Promise – Kim Bo-kyung
- Only U (너 하나만) – Kim Tae-woo
- I Know – Kim Bo-kyung
- My Lovely Girl (내겐 너무 사랑스러운 그녀) – G.Brown
- Rewind – Gavy NJ
- Calling Out (불러본다) – Jin Min-ho
- Super Stiction – Halo
- Tight (타이트해) – Fiestar
- It's Okay I Love You – Lee Simon

## Distribuzioni internazionali
| Paese     | Canale/i                   | Prima TV                    | Titolo adottato                          |
| --------- | -------------------------- | --------------------------- | ---------------------------------------- |
| Hong Kong | TVB Network Vision Limited | 3 ottobre-28 novembre 2014  | 可愛的妳 (Tu, adorabile)                 |
| Taiwan    | STAR Chinese Channel       | 26 gennaio-27 febbraio 2015 | 對我而言可愛的她 (Per me, lei è carina)  |
| Israele   | Viva Plus                  | 23 aprile 2015-?            | My Lovable Girl (La mia ragazza amabile) |
| Filippine | ABS-CBN                    | 27 aprile-19 giugno 2015    | My Lovely Girl (La mia amata ragazza)    |
| Indonesia | RCTI                       | maggio 2015-conclusa        | My Lovely Girl (La mia amata ragazza)    |